# Демілітаризована зона (Корея)

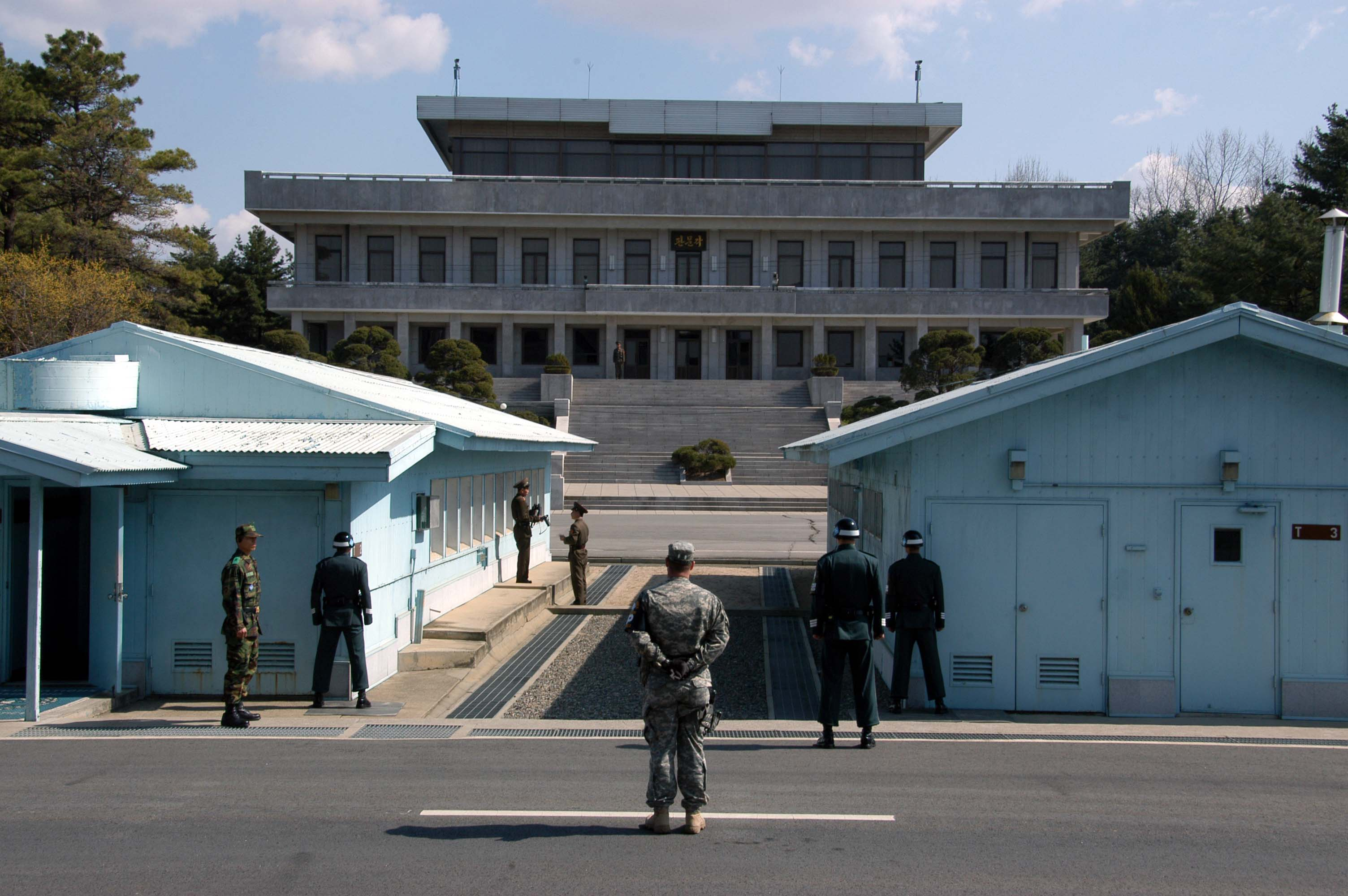
Вид з Південної Кореї на Північну Корею в зоні спільної безпеки в Пханмунджомі. Видно військовослужбовців Північної та Південної Кореї, а також один солдат США.

38°19′ пн. ш. 127°12′ сх. д. / 38.32° пн. ш. 127.2° сх. д.
Демілітаризована зона (кор. 한반도 비무장지대, англ. Demilitarized zone) — зона, що розділяє Корейський півострів по 38-й паралелі на дві половини, — Північну і Південну Корею.
Демілітаризована зона (ДМЗ) завширшки 4 км розтягнулася через півострів на 241 км. Межа розмежування розділена найдовшим у світі парканом з колючого дроту ~248 км. Деякі райони мають подвійні або потрійні огорожі. Усередині демілітаризованої зони встановлено  1292 прикордонних знаки, які позначають  військово-демаркаційну лінію. З них 696 були встановлені силами ООН, а решта - північнокорейцями у липні 1953 року, коли після трьох років конфлікту було підписано перемир'я.
Вісь координат демаркаційної лінії офіційно зафіксована Угодою про перемир'я 27 липня 1953 року в поселенні Пханмунджом, де досі проходять переговори між представниками Південної і Північної Кореї. Тут же розташована одна з головних туристичних визначних пам'яток зони — Будинок свободи, звідки можна в бінокль подивитися на північнокорейську сторону.
Після падіння Берлінського муру демілітаризована зона вважається останнім реліктом епохи «холодної війни».
За 50 років південнокорейські прикордонники змогли знайти сімнадцять підземних ходів (тунелів), проритих мешканцями півночі на їхній бік. При цьому, невідомо, скільки їх існувало (й існує) насправді.
Тунель №3, який показують туристам, був виявлений у 1978 році за допомогою інформації, отриманої від північнокорейського перебіжчика. Він виритий на глибині 73 м, його довжина — 1635 м, з них 435 м проходять під ДМЗ. Тунель прокладений у гранітній породі. Його двометровий діаметр нібито дозволяє 30 тисячам північнокорейських воїнів в повному військовому викладенні зробити за 1 годину марш-кидок і вийти на поверхню за 44 км від Сеула.
Екскурсійна програма по демілітаризованій зоні нехитра: спочатку туристів привозять до павільйону Імчжінгак. Там розташований музей Північної Кореї, а поруч знаходиться Парк Об'єднання. У зовнішньому дворі павільйону виставлені танки, літаки та військові знаряддя, що використовувалися під час Корейської війни.
Наступний пункт маршруту — підземний тунель № 3, який був виявлений південнокорейськими військами 1978 року. Тунель, який має два метри в ширину і висоту, був виритий північними корейцями, щоб безперешкодно раптово атакувати корейців південних. Втім, Північна Корея безпосередньо після виявлення тунелю заявила, що він був виритий Кореєю Південною — і в точності з тими ж цілями.
Далі — кінотеатр DMZ Theater & Exhibition Hall, де показують 7-хвилинний фільм про минуле і майбутнє Кореї. Ще один примітний об'єкт ДМЗ — станція Дорасан на Транскорейської залізниці. У цього прикордонного пункту досі є свій офіційний штамп — немає лише пасажирів. Через їх брак його службовці люб'язно проставляють його в паспорти всіх охочих туристів.
Місцевість ДМЗ сама по собі дуже красива: завдяки мінним полям і пильності прикордонників браконьєрів тут немає. І за півстоліття на цій вузькій смужці землі відновилася дика природа у всій своїй красі.
Самостійне відвідування ДМЗ заборонено. На групову екскурсію йде день, але якщо брати найкоротший варіант (тунель, оглядовий майданчик і станція Дорасан) на все піде 3 години (плюс 2 години на дорогу).
І Північна Корея, і Південна Корея зберігають мирні села в межах видимости з іншого боку ДМЗ. На півдні Тесон-дон керується згідно з умовами ДМЗ. Жителі села класифікуються як громадяни Південної Кореї, але звільнені від сплати податків та інших громадянських вимог, таких як-от військова служба. 
На півночі Кійонґдонґу є серія яскраво пофарбованих багатоповерхових бетонних будинків і квартир із електричним освітленням. Ці риси представляли безпрецедентний рівень розкоші для сільських північнокорейців у 1950-х роках. Вони стояли так, що яскраво-блакитні дахи та білі сторони будівель були найбільш характерними рисами, якщо дивитися зверху. Однак, на основі аналізу за допомогою сучасних телескопічних лінз стверджується, що будівлі є просто бетонними конструкціями без скляних вікон або навіть внутрішніх приміщень, з освітленням будівлі вмикається і вимикається в певний час і порожні хідники. підмітали показовою командою доглядачів, намагаючись імітувати діяльність.

## Флора і фауна
ЗДЦ є майже безлюдною територією і, отже, має цікаве природне середовище проживання та велике екологічне біорізноманіття. Різним дослідницьким групам вдалося знайти понад 50 видів тварин і 12 видів рослин у цьому районі, і за їхніми підрахунками, можна знайти понад 80 видів морських видів і 50 видів ссавців. Уряд Південної Кореї запропонував Організації Об’єднаних Націй оголосити частину ЗДК природним заповідником ЮНЕСКО.
Серед видів, які можна зустріти в цьому середовищі існування, є корейський дика кішка, червоний журавель, амурський леопард та сибірський тигр.

## Галерея

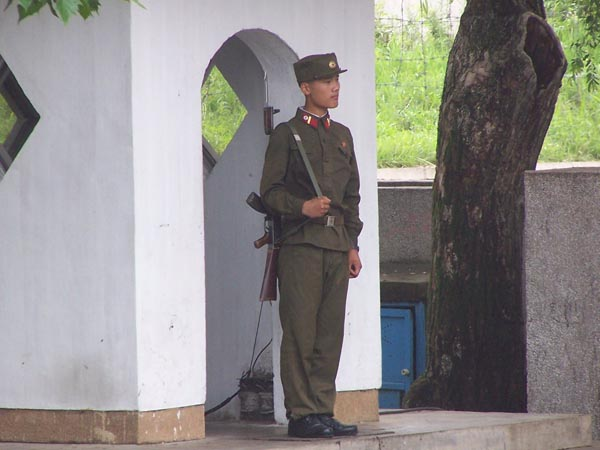
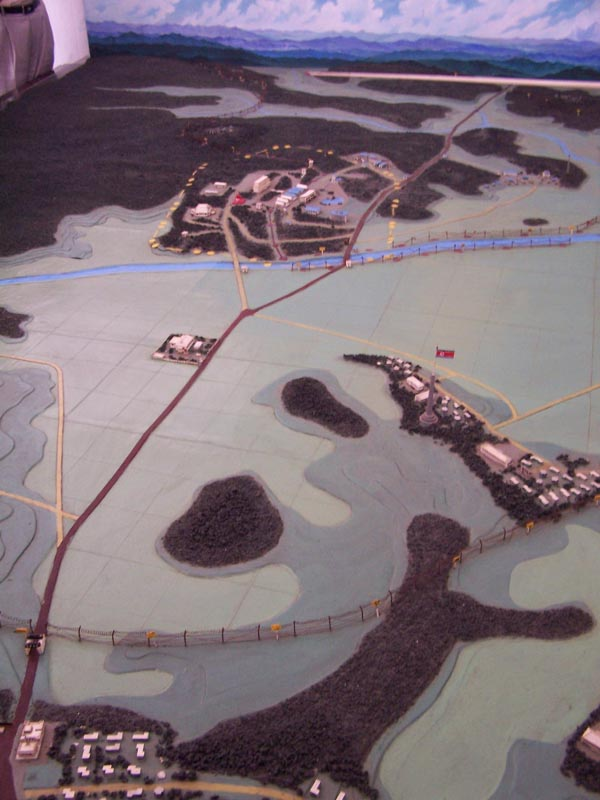
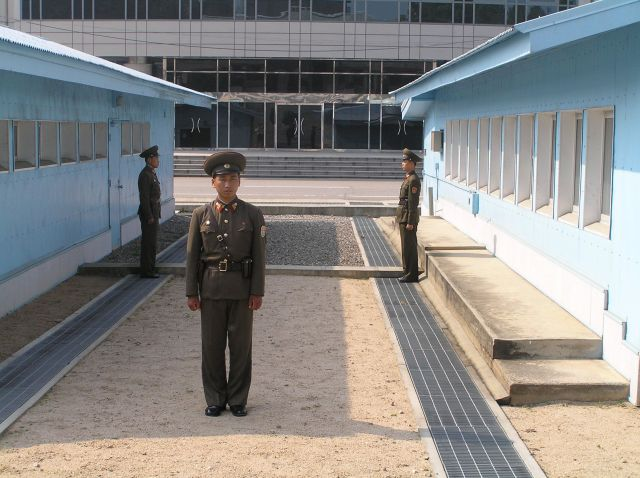
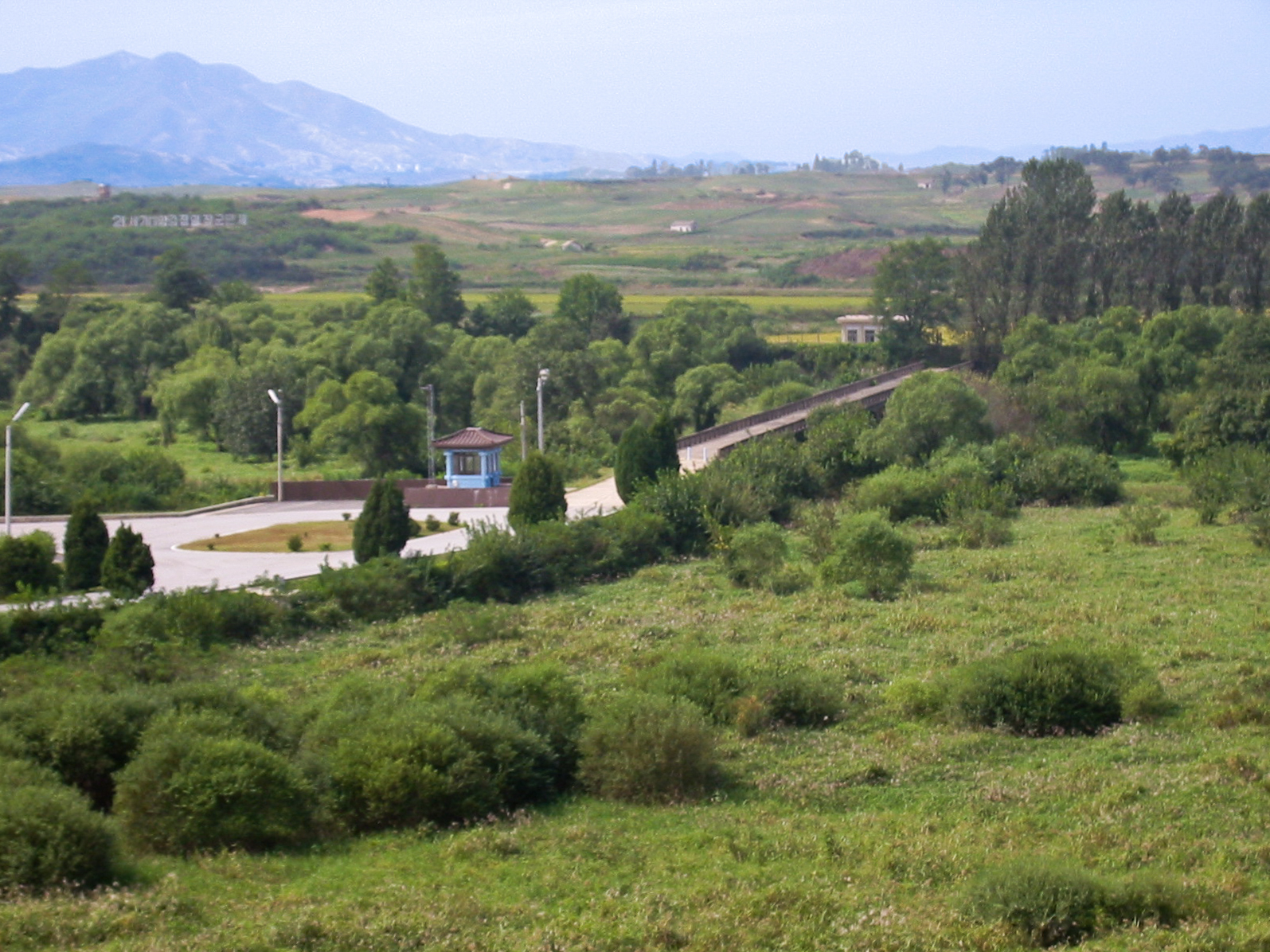
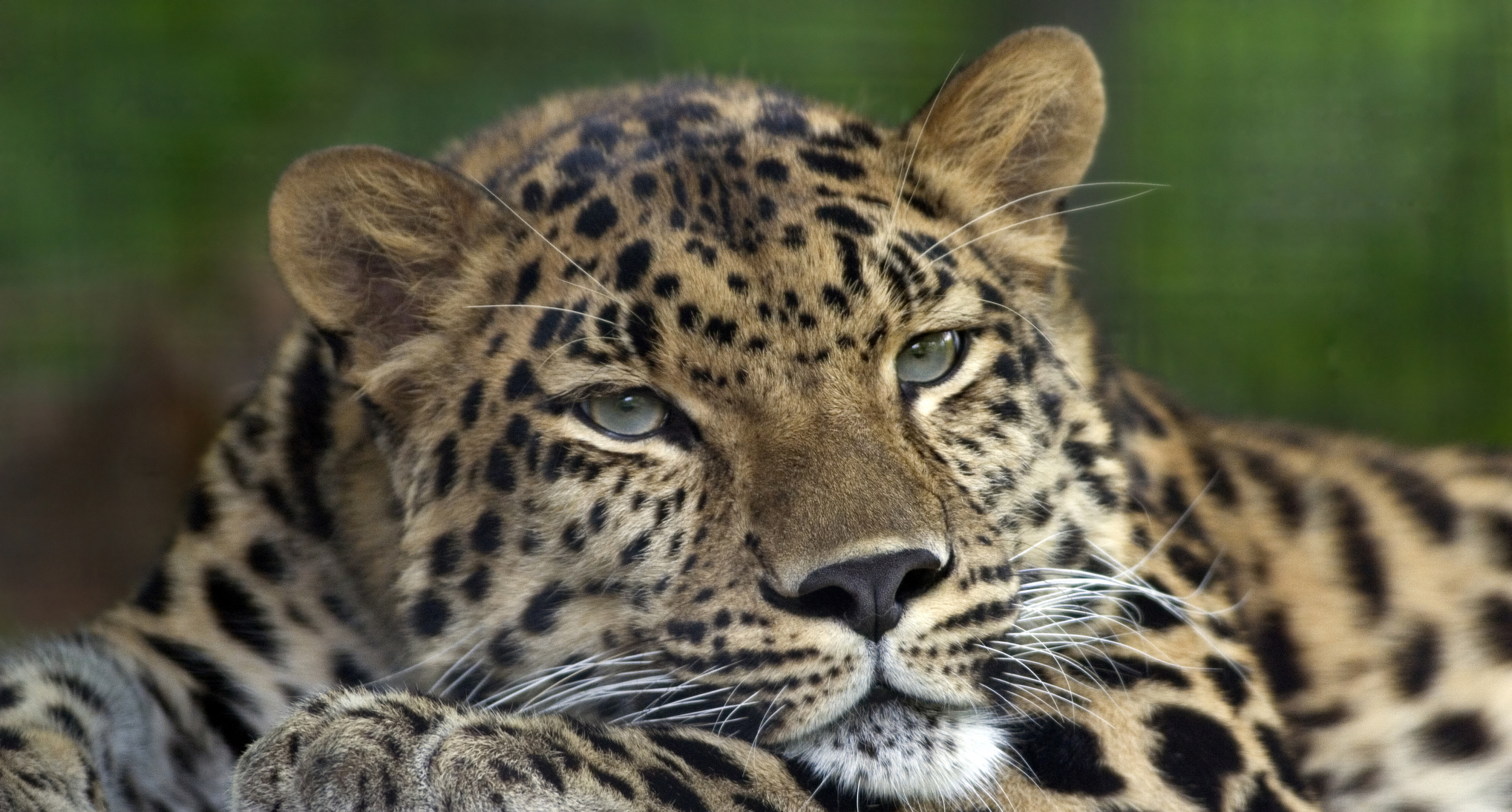
Амурський леопард